# 亚凯迪亚高中
亚凯迪亚高中（英文：Arcadia High School）是一所位于美国加利福尼亚州亚凯迪亚的四年制综合中学，占地16公顷，是亚凯迪亚联合学区的一部分。该校创立于1952年。由来自亚凯迪亚三所中学的学生组成：第一大道中学、理查德亨利达纳中学和山麓中学。学校现有教职員共148人，其中包括4名博士和110名硕士。 校园行政管理层由校长、四名副校长和一名学生主任组成。该校获得了西部学校和学院协会的认证。

## 校园历史
亚凯迪亚联合学区于1903 年与亚凯迪亚市合并时成立。 在1975年左右，由于美国最高法院判决廷克诉得梅因独立社区学区案（英文：Tinker v. Des Moines），学校取消了封闭式校园管理和着装要求。同年，亚凯迪亚高中的学生人数达到了顶点，约为3,300名学生。 
在1980年代，入学人数大幅减少至大约2,200名学生，其中的主要原因是由于亚凯迪亚的人口老龄化。从那以后，入学人数迅速增加。在 20 世纪 90年代，学校的人口统计数据发生了巨大变化。 
2006年11月7日，选举投票通过了一项2.18亿美元的债券措施，该款项将会用于升级和修复亚凯迪亚的众多学校。由于该市房产税的很大一部分由州政府吸收，亚凯迪亚联合学区学区是洛杉矶县资金最少的学区之一。 
校园西北角有一座40,000平方英尺的亚凯迪亚高中表演艺术中心。拥有可容纳1,200人的地面和夹层座位，以及可容纳150名表演人员的舞台。该建筑包含一个小型剧院、管弦乐队和舞蹈室，以及一个内部庭院。演艺中心建设于2010年 ，于2012年10月开放。

## 争议

### 品牌中的美洲原住民符号
在1997年之前，亚凯迪亚高中在其品牌标志中使用了些许美洲原住民符号，包括“阿帕奇乔”吉祥物、 Pow Wow校报、“阿帕奇新闻”电视节目、“Smoke Signals”新闻公告板、学校啦啦队的的游行“阿帕奇公主”和对方足球队球迷的“剥掉阿帕奇”。 同年9月，洛杉矶学校董事会在受到美洲原住民团体的批评后，禁止学校使用具有攻击性的美洲原住民符号作为其校园品牌。 这些团体的成员随后提请亚凯迪亚联合学区也这样做。学校在与美洲原住民团体协商后，做出了让步，其中包括取消了“阿帕奇乔”吉祥物、“阿帕奇公主”以及其他一些美洲原住民的符号。 以及学生报纸Pow Wow于 2021年更名为Arcadia Quill。  新闻节目“阿帕奇新闻”保留其原名不变。 
亚凯迪亚高中学生会阿帕奇委员会 (SCAC) 与白山阿帕奇人 (英文：White Mountain Apache）建立了关系。该委员会为亚利桑那州锡贝丘的白山阿帕奇部落举办筹款活动，并监督学校对美洲原住民图案的使用。 
2020年7月，在多次收到要求更改学校昵称的请愿后，亚凯迪亚联合学区学监大卫·万纳斯达尔宣布，由于2019冠状病毒病疫情影响，将会在学校恢复线下教学后考虑。 

## 校队

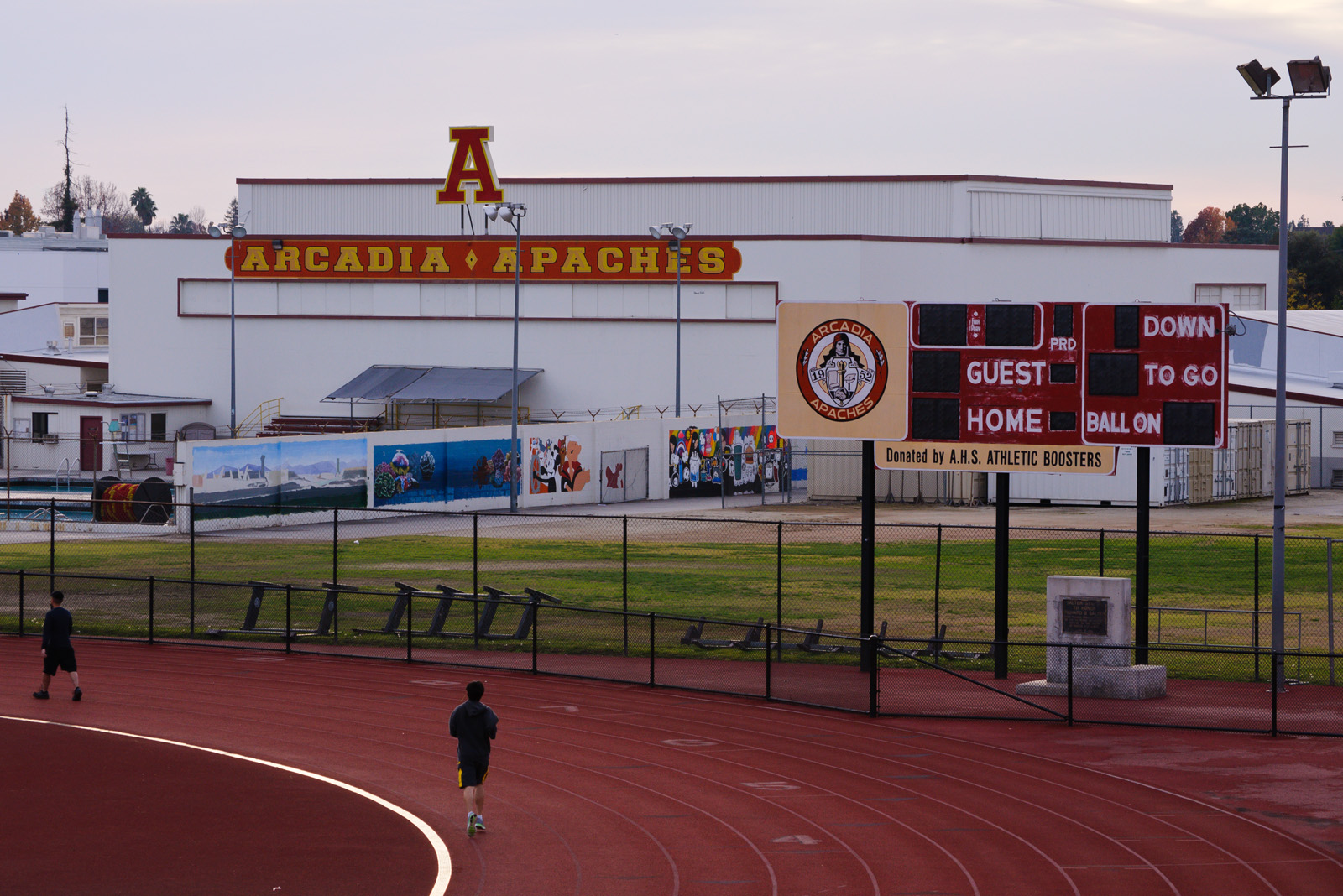
亚凯迪亚高中的体育馆

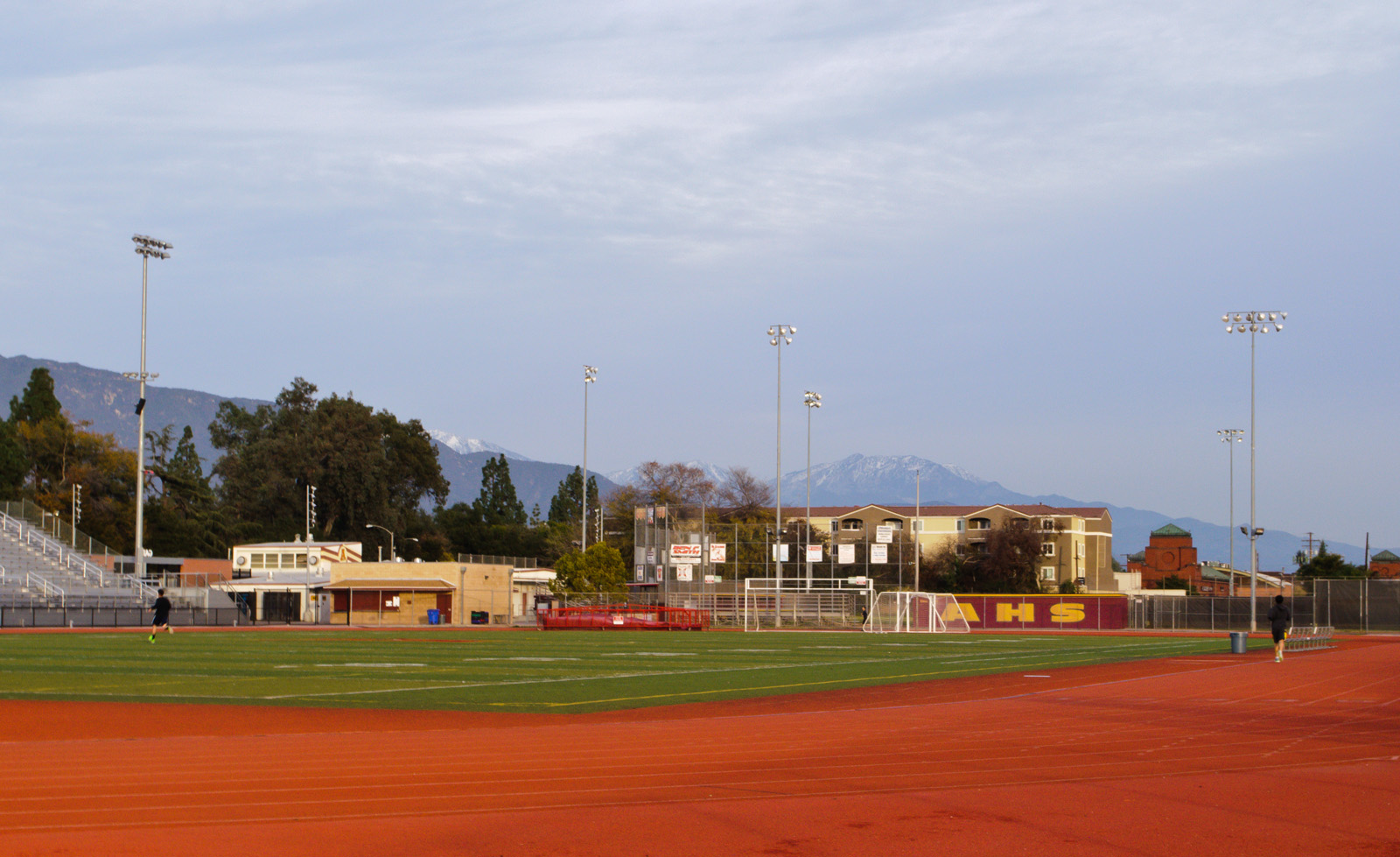
亚凯迪亚高中的跑道

作为太平洋联盟的成员，亚凯迪亚高中队由加州校际联合会(CIF)南区管理。代表色为红色和金色。
男生普遍参加棒球、篮球、越野跑、橄榄球、高尔夫、英式足球、游泳、网球、田径、排球、水球和羽毛球比赛。女生则普遍参加篮球、越野跑、高尔夫、足球、垒球、游泳、网球、田径、排球、羽毛球和水球比赛。
该校有一支由三个单独小组组成的动员小队，包括歌舞队、啦啦队和动员旗队。亚凯迪亚的主要竞争对手是克雷森塔谷高中。两支队伍经常争夺联赛冠军。亚凯迪亚高中队通常有资格参加CIF季后赛。 2005年，男子足球队进入第三赛区 CIF 季后赛的决赛。女子田径队在过去四年中只输过两次双打比赛。该校会定期派出运动员参加 CIF总决赛。最近，女子足球队已经连续7次获得联赛冠军，并连续两次进入CIF女子足球四分之一决赛。

### 越野和田径
亚凯迪亚高中男子越野队在 2005 年、2006年、2007年、2008年、2009年、2010年、2011年和 2012年加州校际联合会CIF的州越野锦标赛中，由著名的主教练吉姆·奥布莱恩 (Jim O'Brien) 带领，  分别获得了第3名、第7名、第8名、第4名、第3名、第1名、第2名和第1名。
2005年，他们在学校历史上首次获得州锦标赛资格。在全州排名第三，并在州领奖台上赢得了一席之地。2006年，亚凯迪亚高中队参加了耐克全国团体锦标赛公开赛，安德鲁·皮拉夫吉安在公开赛中排名第七，总排名第十四（公开赛和邀请赛合计，包括肯尼亚国家队选手）。
2008 年，该队在州锦标赛中获得一级联赛第四名，并在耐克国家队公开赛中仅次于肯尼亚获得第二名。该校的雷诺·波瓦扎特以第五名的成绩带领校队参加了州际锦标赛。随后在2009 年的州际锦标赛中排名第三，仅以12分的微弱差距落败。2010年，该队在耐克校队国家锦标赛中获得第一名，并创造了历史上最短出队时间的新纪录。整支队伍在整个赛季未尝一败，打破了加州的纪录。 
2011年，亚凯迪亚校队资深越野明星阿玛尔·摩萨连续第二年被评为加利福尼亚年度佳得乐男子越野赛跑者。
2011年，亚凯迪亚校队未能连续获得州冠军，他们在州锦标赛中排名第二，但最终在全国锦标赛中获得第四名。
2012年，亚凯迪亚高中男子越野队在埃斯特万·得拉罗萨的带领下再次获得州冠军。他们在2012年继续赢得耐克全国锦标赛冠军。 
男子田径队从2005年开始也取得了成功，赢下了超过90%的比赛并连续三年获得了联赛冠军 (2005年、2006年、2007年)。 2009年，亚凯迪亚校队成为太平洋联盟第一支在各个级别都保持不败战绩的校队。